# Bociany (województwo mazowieckie)
Bociany – osada w Polsce, położona w województwie mazowieckim, w powiecie przysuskim, w gminie Przysucha.
W latach 1975–1998 osada administracyjnie należała do województwa radomskiego.